# 徐星友
徐星友（1644年前后—？），名徐远，浙江杭州人，清朝早期围棋棋手。

## 生平
徐星友早年为象棋国手，中年学艺于比自己年轻的黄龙士，黄曾授其三子对弈十局，称《血泪篇》，为一代名局，十局终了，徐遂成国弈。 黄龙士中年早逝，徐星友遂执棋坛牛耳，晚年曾指导年轻的范西屏、施襄夏。著有《兼山堂弈谱》。